# Richard Quirin

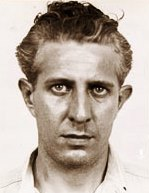
Richard Quirin (1942)

Richard Quirin (* 26. April 1908 in Berlin; † 8. August 1942 in Washington, D.C.) war ein deutscher Geheimagent, der im Zweiten Weltkrieg als Spion für Nazideutschland in den Vereinigten Staaten hingerichtet wurde. Er war einer von acht Agenten, die an der Operation Pastorius beteiligt waren.

## Frühes Leben
Quirin wurde 1908 in Berlin geboren und zog 1927 in die Vereinigten Staaten, wo er in Schenectady, New York, lebte. In dieser Zeit arbeitete er als Mechaniker bei General Electric. Während seines Aufenthalts in den USA von 1927 bis 1939 trat Quirin dem Amerikadeutschen Bund bei und war ein offener Anhänger des Hitler-Regimes. Er war Mitglied des Ordnungsdienstes, des paramilitärischen Flügels des Bundes. Im Jahr 1939 kehrten Quirin und seine Frau nach Deutschland zurück. Nach seiner Rückkehr nahm er eine Stelle bei Volkswagen an. Im Werk von Volkswagen bei Braunschweig im heutigen Wolfsburg arbeitete er mit Heinrich Heinck zusammen, und die beiden waren die ersten, die von Walter Kappe, dem Herausgeber der Bund-Zeitung Deutscher Weckruf und Beobachter, für die spätere Operation Pastorius angeworben wurden.

## Operation Pastorius
Nachdem die Männer rekrutiert worden waren, erhielten sie Pseudonyme und falsche Geschichten, um bei ihrer Rückkehr nach Amerika nicht aufzufallen. Quirins neue Tarnidentität war die von Richard Quintas, einem Portugiesen, der laut Geschichte im Alter von drei Jahren von Lissabon nach Upstate New York gezogen war. Am 13. Juni 1942 war Quirin einer der ersten vier, die nach Amerika kamen, als er, George John Dasch, Heinck und Ernst Peter Burger mit einem U-Boot auf amerikanischem Boden landeten. Die Gruppe sollte Sabotageaktionen in den USA durchführen, um die Kapazität des Landes zur Kriegsführung gegen Deutschland zu schädigen. Als Dasch sich einige Tage später dem FBI stellte, nannte er Quirin als einen der „wahren Gläubigen“ der Operation. Am 20. Juni wurde Quirin als erster verhaftet und von FBI-Beamten umzingelt, als er versuchte zu fliehen.

## Prozess und Hinrichtung
Bei der Verhandlung trat Quirin nach Heinck in den Zeugenstand. Er sagte, er habe den Zweck der Operation Pastorius nicht gekannt und sei nur daran interessiert gewesen, in die Vereinigten Staaten zurückzukehren. Ein Kreuzverhör zeigte jedoch, dass Quirin sich als loyaler Nazi sah und keine Anstrengungen unternommen hatte, aus der Operation auszusteigen. Quirin war bei seiner Verurteilung zum Tode emotionslos und zeigte nur dann Gefühle, als er einem Wachmann sagte, er wolle, dass seine Kontaktleute wüssten, dass Dasch ihn „verraten“ habe. Von einem Militärgericht wurde Quirin zum Tode verurteilt. Die Konstitutionalität des Tribunals wurde vom Supreme Court im Fall Ex parte Quirin bestätigt. Quirin und die fünf anderen wurden am 8. August 1942 auf dem elektrischen Stuhl hingerichtet und in einem nummerierten Armengrab begraben.
Vor seiner Hinrichtung schrieb Quirin einen letzten Brief an seine Frau und seine Tochter:
"Dies sind die letzten Zeilen, die ich euch schreiben kann. Ich möchte euch sagen, dass ich euch immer geliebt habe und dass ich hierher gekommen bin, um euch ein besseres Leben zu ermöglichen, meine Lieben. Aber leider hat Gott es anders gewollt. . . . Sagen Sie Kappe oder einem seiner Leute, dass Georg Dasch und Peter Burger uns verraten haben. Fangt ein neues Leben an und denkt oft an mich.